# American Society of Pharmacognosy
De American Society of Pharmacognosy (ASP) is een vereniging die zich richt op de promotie van de farmacognosie. De organisatie is in 1959 opgericht als afsplitsing van de Plant Science Seminar die zelf in 1923 werd opgericht. De vereniging heeft een internationaal werkterrein en richt zich behalve op de farmacognosie ook op alle aspecten van andere terreinen waarbij natuurlijke stoffen zijn betrokken, waaronder fytochemie, biochemie van micro-organismen, biosynthese, biotransformatie en chemotaxonomie. 
De organisatie heeft meer dan 1100 leden die in meer dan zestig landen wonen. Voor de leden worden jaarlijks bijeenkomsten in de Verenigde Staten georganiseerd. Elk kwartaal verschijnt ASP Newsletter, een nieuwsbrief die aan leden wordt verzonden. Fellows zijn leden die zijn gekozen op basis van hun verdiensten op het gebied van natuurlijke stoffen. Ze dienen als adviesorgaan en als pleitbezorgers voor de ASP. Ereleden zijn gekozen leden met een grote verdienste voor de vereniging. In het verleden waren dat Albert Hofmann en Robert Hegnauer. 
In samenwerking met de American Chemical Society is de ASP verantwoordelijk voor het wetenschappelijk tijdschrift Journal of Natural Products, dat elke maand verschijnt.
De ASP reikt diverse prijzen uit en financiert wetenschappelijk onderzoek. 